# Truyện chàng Rustam
Truyện chàng Rustam (tiếng Tajik: Достони Рустам, tiếng Nga: Сказание о Рустаме, tiếng Ba Tư: داستان رستم) là một phim sử thi của đạo diễn Bension Kimyogarov, xuất bản năm 1971.

## Nội dung
Truyện phim khai thác những giai thoại về anh hùng Ba Tư cổ đại Rustam - một chiến binh anh dũng thượng thừa, sẵn sàng dang tay giải cứu những kẻ cần mình. Nội dung cũng xoay quanh cuộc phản kháng của Rustam trước một hoàng đế độc ác và một phù thủy liên tục biến hóa ngoại hình.

## Kĩ thuật

### Sản xuất
- Thiết kế: Shavkat Abdusalamov

### Diễn xuất
- Bimbulat Vatayev... Rustam
- Khashim Gadoyev... Suhrab
- Otar Koberidze... Cavus
- Svetlana Norbayeva... Tahmina
- Alim Khodzhayev... Poet
- Makhmudzhan Vakhidov... Div Tulad
- Mukhamejan Kasymov... Zal
- Nozukmo Shomansurova... Rudabe
- Givi Tokhadze... Tus
- Tariyel Qasimov... Give
- Givi Jajanidze... Gudarz
- German Nurkhanov... Tuvlad
- Giya Kobakhidze... Gurgin
- N. Sanakoyev... Bahram
- Khodzhakuli Rakhmatullayev... Khalaf
- Mayram Isayeva... The maid
- Gurmindzh Zavkibekov
- Dilbar Umarova
- Gulsara Abdullayeva... A young mother
- Razak Khamrayev... Houma